# Bartholomew Ball
Bartholomew Ball († 1573) war ein irischer Kaufmann und Bürgermeister von Dublin.
Bartholomew Ball war der Sohn von Thomas Ball und dessen Frau Margaret Birmingham. 1530 heiratete er die sechzehnjährige Margaret Bermingham. Aus der Ehe gingen zehn Kinder hervor, von denen jedoch nur fünf das Erwachsenenalter erreichten.
Ball war ein angesehener Kaufmann und Ratsherr in Dublin. Von 1541 bis 1542 bekleidete er das Amt des Sheriff. Auch das Amt des Keeper of Keys of the Treasury übte er aus. Von 1541 bis 1542 war Ball Bürgermeister von Dublin. Zu dieser Zeit war dies für einen Katholiken noch möglich. Dies sollte sich nach der Thronbesteigung Elisabeths I. ändern. Sowohl Bartholomew Ball als auch seine Frau waren standfeste Anhänger des katholischen Glaubens, die sich auch aktiv religiös betätigten.
Ball starb im Jahr 1573. Er wurde auf dem Friedhof der St. Auden’s Church in Dublin beigesetzt. 1584 wurde dort auch seine Frau beigesetzt.
Seine Söhne Walter und Nicholas wurden später ebenfalls Bürgermeister von Dublin.